# Templo de Ramoche

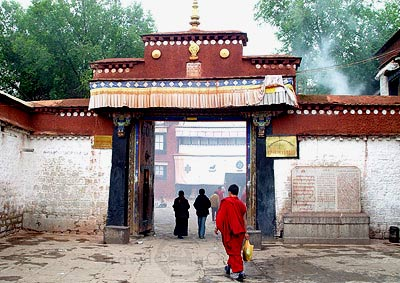
Puerta del Templo Ramoche

Templo Ramoche ( en tibetano: ར་མོ་ཆེ་དགོན་པ་, wylie: Ra-mo-che Dgon-pa, chino: 小昭寺; pinyin: Xiǎozhāo Sì) es un monasterio budista de Lhasa, Región Autónoma del Tíbet. Data del siglo VII y se considera el templo más importante de la ciudad después del templo Jokhang. Situado en la parte noroeste de la capital tibetana, se encuentra al este del Palacio de Potala y al norte del Jokhang. Ocupa una superficie de 4.000 metros cuadrados. 

## Historia
Se considera que Ramoche es el templo hermano del Jokhang, que se completó aproximadamente al mismo tiempo. La tradición dice que fue construido originalmente para albergar la muy venerada estatua de Jowo Rinpoche, llevada a Lhasa vía Lhagang en un carro de madera, traída al Tíbet cuando la princesa Wencheng llegó a Lhasa. A diferencia del Jokhang, Ramoche fue construido originalmente en estilo chino.
Durante el reinado de Mangsong Mangtsen (649-676), debido a la amenaza de que los chinos Tang pudieran invadir, se dice que la princesa Wencheng tenía la estatua de Jowo Rinpoche escondida en una cámara secreta en Jokhang.
La princesa Jincheng, en algún momento después del 710 d. C., lo colocó en la capilla central del Jokhang. Fue reemplazada en Ramoche por una estatua de Jowo Mikyo Dorje, una pequeña estatua de bronce de Buda cuando tenía ocho años, elaborada por Vishvakarman y traída a Lhasa por la reina nepalesa Bhrikuti. Fue gravemente dañado por los Guardias Rojos durante la Revolución Cultural.
El templo sufrió graves daños durante las invasiones mongolas y no hay certeza de que la estatua que quedó en 1959 fuera la original. El templo original fue destruido por un incendio y el edificio actual de tres pisos se construyó en 1474. Poco después se convirtió en el Salón de Asambleas del Gyuto Tratsang, o Colegio Tántrico Superior de Lhasa y albergaba una comunidad de 500 monjes. Existía una estrecha relación con Yerpa, que proporcionaba alojamiento de verano a los monjes.

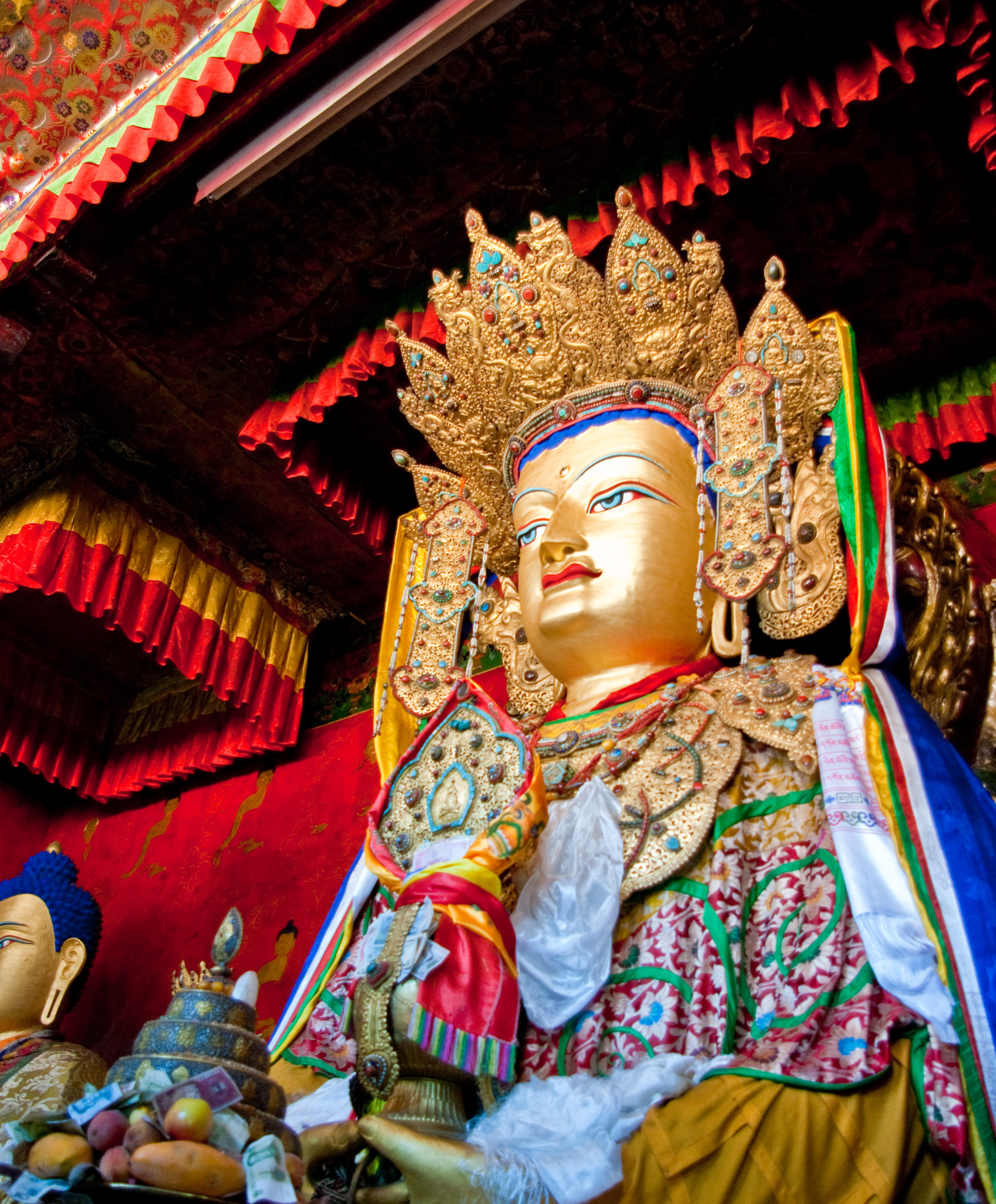
Jowo Mikyoe Dorje del Templo Ramoche

## Destrucción y restauración

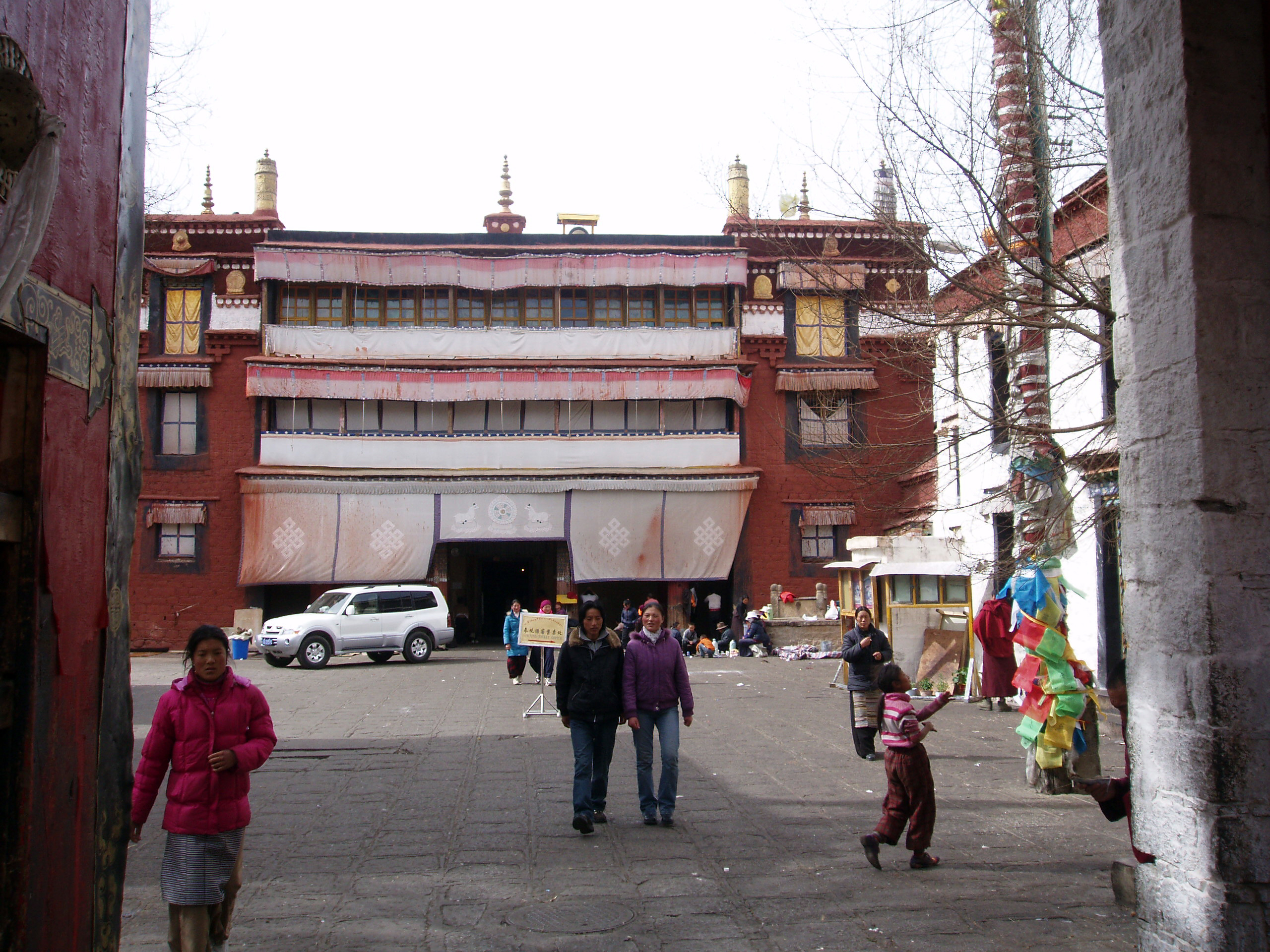
Entrada al templo de Ramoche

El templo fue destruido por un incendio y destruido en el levantamiento de Lhasa de 1959contra la ocupación china y la estatua de bronce desapareció. En 1983 se dijo que la parte inferior había sido encontrada en un vertedero de basura de Lhasa y la mitad superior en Beijing.Gracias a los esfuerzos de Ri 'bur sprul sku, las piezas se unieron en el Templo Ramoche, que fue parcialmente restaurado en 1986, pero aún mostraba daños en 1993.
En 1986 se llevó a cabo una importante restauración y el templo ahora tiene tres pisos. Cerca de la entrada principal del edificio hay diez pilares que exhiben reliquias y símbolos locales como flores de loto, joyas, nubes enroscadas y caracteres tibetanos. El primer piso tiene un atrio desde el cual se abre una sala de escrituras y los sinuosos pasillos de un palacio de Buda. El segundo piso es principalmente residencial pero tiene una capilla con una imagen de Buda como Rey de los Nagas, y el tercer piso ofrece dormitorios reservados para el uso del Dalai Lama.

## Libros relacionados
- Dorje, Gyume (1999). Manual de la huella del Tíbet con Bután . Manuales de huellas, Bath, Inglaterra.ISBN 0-8442-2190-2 .